# Betyárkóró
A kanadai betyárkóró (Erigeron canadensis) a fészkesvirágzatúak (Asterales) rendjébe sorolt őszirózsafélék (Asteraceae) családjában a betyárkóró (Erigeron) nemzetség egyik faja. Egyéb nevei: Betyár-kóró, juhfark-kóró, kónizs, seprence küllőrojt.

## Származása, elterjedése
Észak- és Közép-Amerikában honos, Európában először 1653-ban írták le. Azóta Afrikában és Ázsiában is elterjedt.

## Megjelenése, felépítése
Érdes-szőrös dudvaszára 1 m magasra is megnő. A szárat elálló szőrök borítják.
Hegyes szárlevelei lándzsásak, ép vagy fűrészes szélűek.
Orsógyökerű.
Virágzata összetett, sokfészkű fürt. Az egyes virágzatok 3–5 mm szélesek, a fürtök henger alakúak. Kögvirágai sárgásak, nem feltűnő nyelves virágai fehéresek vagy halványlilák.
Termése lapos, hosszúkás kaszat hosszú fehér bóbitával.

## Életmódja, termőhelye
Kevéssé bolygatott útszélek, töltések, legelők, szántók, gyomtársulások gyakori növénye. A talaj bolygatását rosszul tűri.
Egyéves növény: ősszel csírázik, majd tőlevélrózsája telel át.
Május végétől október elejéig virágzik. Termését a szél terjeszti.

## Gazdasági jelentősége
Mintegy 40-féle kultúrnövény gyomnövénye (Szabó). Ezek termését jelentősen csökkentheti:
- Amerikában a forgatás nélkül („no-till” módszerrel) termesztett szója vesztesége elérheti 83 %-ot,
- Németországban a cukorrépa termését akár 64 %-kal is csökkenthette,
- Olaszországban a szőlő 28 %-os károsodását jegyezték fel.

Európában a közvetlen károk mellett jelentős indirekt veszteségeket is okoz azzal, hogy kiválóan beilleszkedett a helyi növénytársulásokba, ahol sok kártevő és kórokozó gazdanövényévé vált. Ismertebb ilyen fajok:
- foltos növénypoloska (Lygus lineolaris),
- lucernapoloska (Adelphocoris lineolatus),
- dohányliszteske (Bemesia tabaci).

Fentiek mellett számos növénypatogén vírus alternatív gazdanövénye (Szabó).

## Felhasználása
Nincs ismert gyógyhatása; az orvostudomány nem használja. A természetgyógyászat a virágzó növény föld feletti részét hasznosítja.
Vélelmezett hatóanyagai:
- illóolajok (limonen, terpineol, dipenten, cymol, linalool, matricaria-észter stb.),
- cserzőanyag,
- galluszsav,
- flavonoidok (flavon, kolin),
- benzil-benzoesav stb.[forrás?]

Alkalmazói szerint illóolajai csökkentik a gyulladásokat és gátolják a vérbőséget. 
A következő panaszokra, célokra alkalmazzák:
- hasmenés;
- vizelethajtás — állítólag elősegíti a húgysav eltávolítását, így megelőzheti a köszvényes rohamot;
- reumás fájdalmak, mint például a sokízületi gyulladás (poliarthritis) és az ízületkopás (artrózis);

A homeopátia a vérzések, a vérzékenység kezelésére alkalmazza.
Nemcsak hatása, de káros mellékhatása sem ismert, ezért az ízületkopás kezelésére hosszan alkalmazható.
Egyes állatoknál kólikás tüneteket okozhat.

## Képek

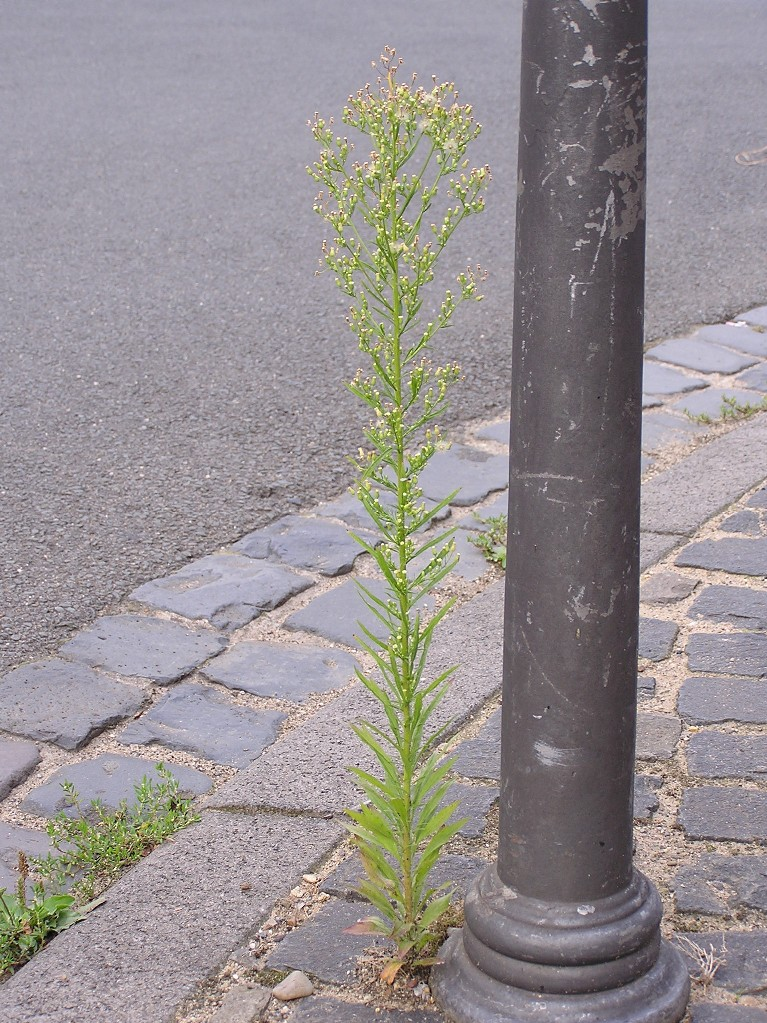
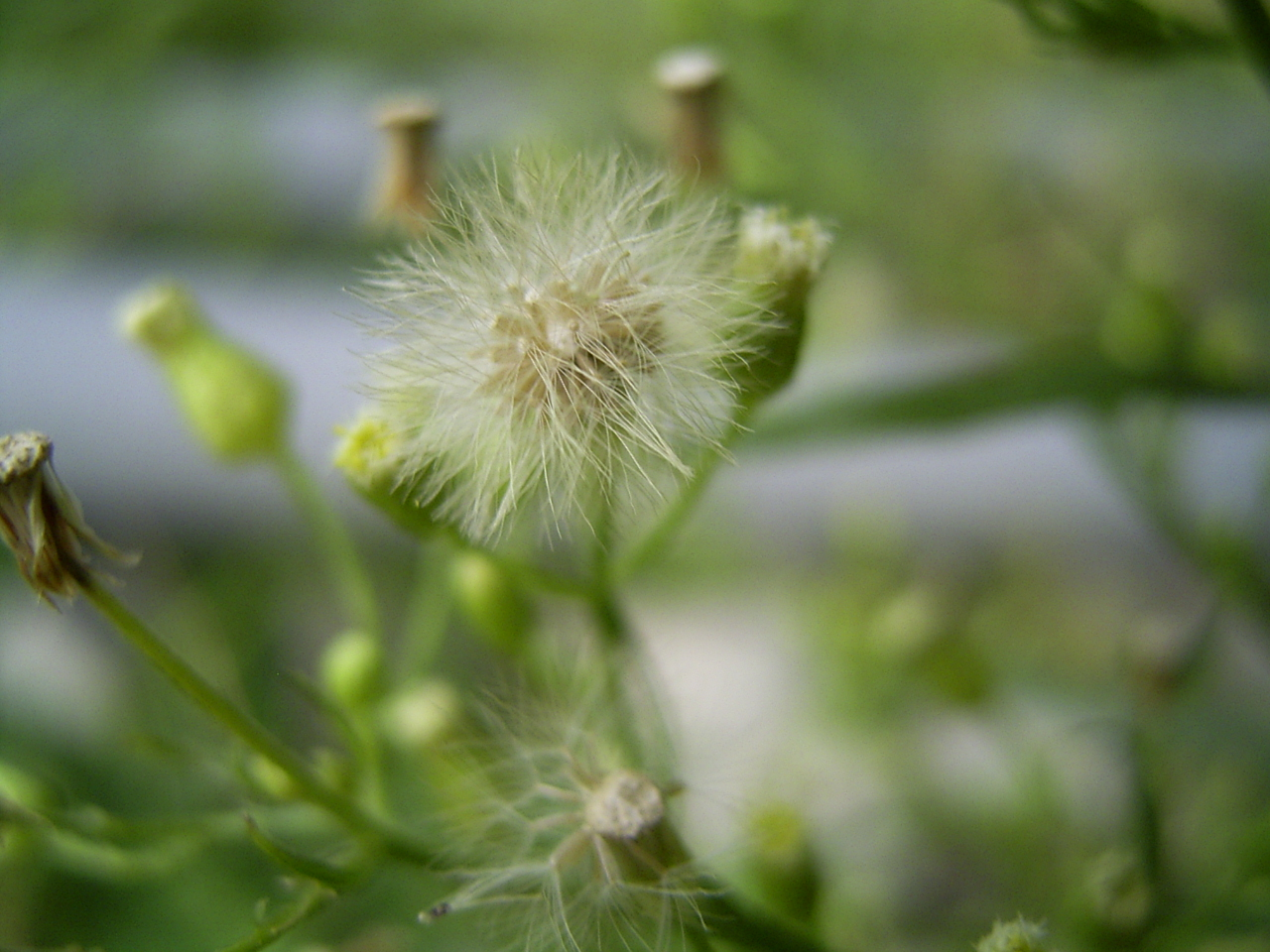
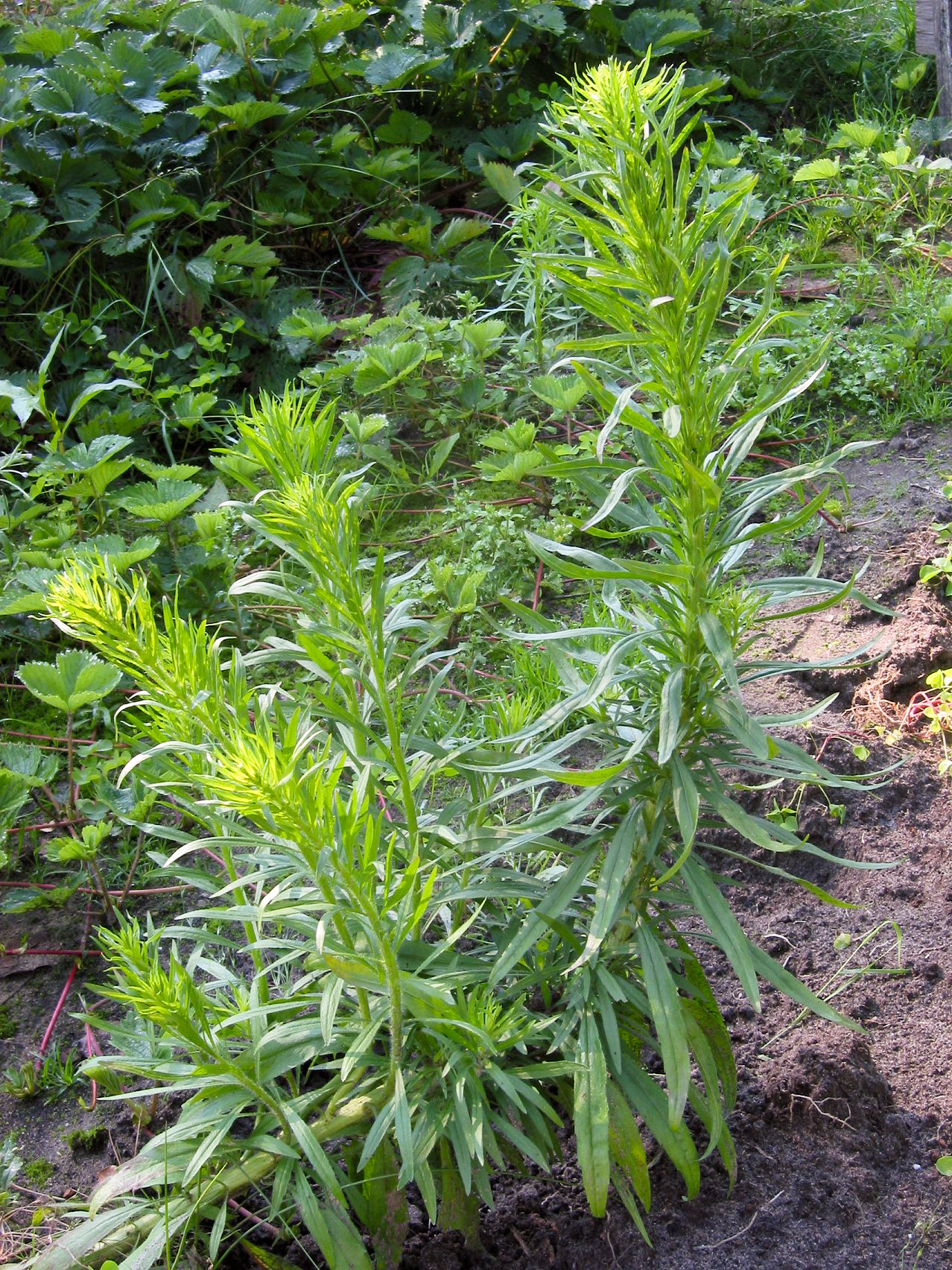